# Bulgarischer Fußballpokal 1993/94
Der Bulgarischer Fußballpokal 1993/94 war die 54. Austragung des Pokalwettbewerbs im Fußball in Bulgarien. Pokalsieger wurde Lewski-1914 Sofia. Das Team setzte sich im Finale gegen Pirin Blagoewgrad durch. Da Lewski durch den Meistertitel bereits für die UEFA Champions League qualifiziert war, nahm der unterlegene Finalist am Pokalsiegerwettbewerb teil.

## Modus
In den ersten drei Runden und im Finale wurden die Begegnungen in einem Spiel entschieden. Bei unentschiedenem Ausgang gab es eine Verlängerung von zweimal 15 Minuten und gegebenenfalls ein Elfmeterschießen.
Vom Achtelfinale bis zum Halbfinale wurde der Sieger in Hin- und Rückspiel ermittelt. Bei Torgleichheit entschied zunächst die Anzahl der auswärts erzielten Tore, danach eine Verlängerung und falls erforderlich ein Elfmeterschießen.

## Teilnehmer
| A Grupa (15) | B Grupa (30) | B Grupa (30) | W Grupa (30) | W Grupa (30) |
| --- | --- | --- | --- | --- |
| - Beroe Stara Sagora - Botew Plowdiw - PFC Dobrudscha Dobritsch - Etar Weliko Tarnowo - Lewski-1914 Sofia - Lok Gorna Orjachowiza - Lokomotive Plowdiw - Lokomotive Sofia - Pirin Blagoewgrad - Slawia Sofia - Spartak Warna - FK Schumen - Tscherno More Warna - FC Tschernomorez Burgas - ZSKA Sofia | 000Gruppe Nord - Akademik Swischtow - FC Bdin Widin - Botew Nowi Pasar - FC Botew Wraza - Dorostol Silistra - FC Dunaw Russe - Korabostroitel Russe - Lex Lowetsch - Lokomotive Mesdra - PFK Montana - Owetsch Prowadija - FK Spartak Plewen - Storgosija Plewen - Swetkawiza Targowischte | 000Gruppe Süd - Belasiza Petritsch - FK Chaskowo - FC Hebar Pasardschik - FK Jambol - FK Mariza Plowdiw - FK Metalik Sopot - Minjor Pernik - Neftochimik Burgas - PFK Nessebar - FC Pirin Goze Deltschew - Rilski Sportist Samokow - Rosowa Dolina Kasanlak - Septemwri Sofia - FK Sliwen - Spartak Plowdiw - Wichren Sandanski | - Armeez Sliwen - Balkan Belogradtschik - FK Bankja - Benkowski Bjala - Benkowski Simniza - Botew Rogosen - FK Bratsigowo - Chimik Kostinbrod - FC Dimitrowgrad - FK Dschebel - Lewski Glawiniza - Lewski Karlowo - FK Lewski Lom - Lewski Omurtag - Lokomotive Drjanowo | - Lokomotive Kaspitschan - Lokomotive Samuil - Marek Dupniza - FC Metalurg-Studena Pernik - Minjor Rudosem - Ograschdenez Karnalowo - FK Pawlikeni - FK Septemwri Terwel - Titscha Warna - FC Tschirpan - Tschernolomez Popowo - Tscherno More Pomorie - FK Tscherwen Brjag - FK Warschez - Wichar Nikolowo |

## 1. Runde
Teilnehmer: 30 Zweitligisten und 30 Drittligisten.
| Datum      |                            | Ergebnis              |                         |
| ---------- | -------------------------- | --------------------- | ----------------------- |
| 06.10.1993 | FK Tscherwen Brjag         | 1:0 n. V.             | FC Dunaw Russe          |
| 06.10.1993 | Lokomotive Samuil          | 2:5                   | Owetsch Prowadija       |
| 06.10.1993 | Lokomotive Drjanowo        | 0:0 n. V. (4:2 i. E.) | Botew Nowi Pasar        |
| 06.10.1993 | FC Botew Wraza             | 4:1                   | Lex Lowetsch            |
| 06.10.1993 | Lokomotive Mesdra          | 1:0                   | Korabostroitel Russe    |
| 06.10.1993 | Tschernolomez Popowo       | 2:0                   | FK Lewski Lom           |
| 06.10.1993 | FK Pawlikeni               | 3:2                   | PFK Montana             |
| 06.10.1993 | Lokomotive Kaspitschan     | 2:0                   | Akademik Swischtow      |
| 06.10.1993 | Benkowski Bjala            | 0:1                   | Swetkawiza Targowischte |
| 06.10.1993 | Titscha Warna              | 4:2                   | Botew Rogosen           |
| 06.10.1993 | FK Spartak Plewen          | 1:3                   | Storgosija Plewen       |
| 06.10.1993 | FK Warschez                | 1:5                   | Dorostol Silistra       |
| 06.10.1993 | Lewski Omurtag             | 2:0                   | FK Septemwri Terwel     |
| 06.10.1993 | Balkan Belogradtschik      | 0:0 n. V. (5:4 i. E.) | FC Bdin Widin           |
| 06.10.1993 | FC Tschirpan               | 3:0                   | Minjor Rudosem          |
| 06.10.1993 | FC Metalurg-Studena Pernik | 2:1                   | Rosowa Dolina Kasanlak  |
| 06.10.1993 | PFK Nessebar               | 1:2 n. V.             | FC Pirin Goze Deltschew |
| 06.10.1993 | Tscherno More Pomorie      | 3:0                   | Rilski Sportist Samokow |
| 06.10.1993 | FK Mariza Plowdiw          | 2:1                   | Belasiza Petritsch      |
| 06.10.1993 | Marek Dupniza              | 1:0                   | Neftochimik Burgas      |
| 06.10.1993 | FK Jambol                  | 4:3 n. V.             | FK Metalik Sopot        |
| 06.10.1993 | Ograschdenez Karnalowo     | 1:2                   | Lewski Karlowo          |
| 06.10.1993 | Armeez Sliwen              | 1 3:0 1               | FK Bankja               |
| 06.10.1993 | Chimik Kostinbrod          | 0:1                   | Wichren Sandanski       |
| 06.10.1993 | FC Hebar Pasardschik       | 3:2                   | Septemwri Sofia         |
| 06.10.1993 | FC Dimitrowgrad            | 8:3                   | FK Dschebel             |
| 06.10.1993 | Benkowski Simniza          | 1:8                   | FK Sliwen               |
| 06.10.1993 | FK Bratsigowo              | 2:0                   | FK Chaskowo             |
|            | Minjor Pernik              | Freilos               |                         |
|            | Spartak Plowdiw            | Freilos               |                         |
|            | Lewski Glawiniza           | Freilos               |                         |
|            | Wichar Nikolowo            | Freilos               |                         |

## 2. Runde
| Datum      |                            | Ergebnis |                         |
| ---------- | -------------------------- | -------- | ----------------------- |
| 27.10.1993 | FK Pawlikeni               | 4:0      | Swetkawiza Targowischte |
| 27.10.1993 | Wichar Nikolowo            | 1:4      | Owetsch Prowadija       |
| 27.10.1993 | Titscha Warna              | 2:1      | FC Botew Wraza          |
| 27.10.1993 | Lewski Omurtag             | 2:0      | Lokomotive Kaspitschan  |
| 27.10.1993 | Lokomotive Drjanowo        | 1:0      | Storgosija Plewen       |
| 27.10.1993 | FK Tscherwen Brjag         | 0:1      | Lokomotive Mesdra       |
| 27.10.1993 | Balkan Belogradtschik      | 03:0 1   | Lewski Glawiniza        |
| 27.10.1993 | Dorostol Silistra          | 03:0 1   | Tschernolomez Popowo    |
| 27.10.1993 | Marek Dupniza              | 3:1      | FC Pirin Goze Deltschew |
| 27.10.1993 | FC Dimitrowgrad            | 1:2      | Spartak Plowdiw         |
| 27.10.1993 | Lewski Karlowo             | 4:3      | Minjor Pernik           |
| 27.10.1993 | FC Metalurg-Studena Pernik | 2:1      | FC Hebar Pasardschik    |
| 27.10.1993 | FK Sliwen                  | 2:0      | Armeez Sliwen           |
| 27.10.1993 | FC Tschirpan               | 1:0      | FK Jambol               |
| 27.10.1993 | Wichren Sandanski          | 3:0      | FK Mariza Plowdiw       |
| 27.10.1993 | Tscherno More Pomorie      | 03:0 1   | FK Bratsigowo           |

## 3. Runde
Teilnehmer: Die 16 Sieger der 2. Runde und die 15 Erstligisten
| Datum      |                            | Ergebnis              |                          |
| ---------- | -------------------------- | --------------------- | ------------------------ |
| 24.11.1993 | FC Metalurg-Studena Pernik | 5:2                   | Titscha Warna            |
| 24.11.1993 | Tscherno More Pomorie      | 0:1                   | Lewski Karlowo           |
| 24.11.1993 | Beroe Stara Sagora         | 1:1 n. V. (3:1 i. E.) | Lokomotive Plowdiw       |
| 24.11.1993 | Lewski Omurtag             | 0:1                   | Dorostol Silistra        |
| 24.11.1993 | FK Pawlikeni               | 1:0                   | FK Schumen               |
| 24.11.1993 | Lok Gorna Orjachowiza      | 1:1 n. V. (5:3 i. E.) | Slawia Sofia             |
| 24.11.1993 | Balkan Belogradtschik      | 2:3                   | Lewski-1914 Sofia        |
| 24.11.1993 | Pirin Blagoewgrad          | 4:0                   | Spartak Warna            |
| 24.11.1993 | Marek Dupniza              | 2:1                   | Etar Weliko Tarnowo      |
| 24.11.1993 | Spartak Plowdiw            | 4:0                   | Lokomotive Sofia         |
| 24.11.1993 | Owetsch Prowadija          | 03:0 1                | Lokomotive Mesdra        |
| 24.11.1993 | FK Sliwen                  | 2:1                   | FC Tschernomorez Burgas  |
| 24.11.1993 | FC Tschirpan               | 1:0 n. V.             | ZSKA Sofia               |
| 24.11.1993 | Wichren Sandanski          | 1:0                   | Botew Plowdiw            |
| 24.11.1993 | Tscherno More Warna        | 2:0                   | PFC Dobrudscha Dobritsch |
|            | Lokomotive Drjanowo        | Freilos               |                          |

## Achtelfinale
| Datum             |                            | Gesamt    |                       | Hinspiel | Rückspiel |
| ----------------- | -------------------------- | --------- | --------------------- | -------- | --------- |
| 01.12./08.12.1993 | Beroe Stara Sagora         | 0:5       | Lewski-1914 Sofia     | 0:1      | 0:4       |
| 01.12./08.12.1993 | Pirin Blagoewgrad          | 8:1       | Lewski Karlowo        | 7:0      | 1:1       |
| 01.12./08.12.1993 | FK Pawlikeni               | 0:5       | Marek Dupniza         | 0:2      | 00:3 1    |
| 01.12./08.12.1993 | Wichren Sandanski          | (a)2:2(a) | Lok Gorna Orjachowiza | 2:2      | 0:0       |
| 01.12./08.12.1993 | Owetsch Prowadija          | (a)3:3(a) | Dorostol Silistra     | 3:1      | 0:2       |
| 01.12./08.12.1993 | FK Sliwen                  | 2:5       | Tscherno More Warna   | 1:3      | 1:2       |
| 01.12./08.12.1993 | FC Metalurg-Studena Pernik | 1:5       | Spartak Plowdiw       | 1:2      | 1 0:3 1   |
| 01.12./08.12.1993 | Lokomotive Drjanowo        | 0:3       | FC Tschirpan          | 0:0      | 00:3 1    |

## Viertelfinale
| Datum             |                       | Gesamt |                   | Hinspiel | Rückspiel |
| ----------------- | --------------------- | ------ | ----------------- | -------- | --------- |
| 11.12./15.12.1993 | Tscherno More Warna   | 2:8    | Lewski-1914 Sofia | 1:4      | 1:4       |
| 11.12./15.12.1993 | FC Tschirpan          | 1:2    | Marek Dupniza     | 1:0      | 0:2       |
| 11.12./15.12.1993 | Pirin Blagoewgrad     | 4:2    | Dorostol Silistra | 3:0      | 1:2       |
| 11.12./15.12.1993 | Lok Gorna Orjachowiza | 0:6    | Spartak Plowdiw   | 0:2      | 0:4       |

## Halbfinale
| Datum             |                   | Gesamt |                 | Hinspiel | Rückspiel |
| ----------------- | ----------------- | ------ | --------------- | -------- | --------- |
| 03.03./23.03.1994 | Lewski-1914 Sofia | 10:00  | Marek Dupniza   | 7:0      | 3:0       |
| 03.03./30.03.1994 | Pirin Blagoewgrad | 1:0    | Spartak Plowdiw | 1:0      | 0:0       |

## Finale
| Paarung           | Pirin Blagoewgrad – Lewski-1914 Sofia |
| Ergebnis          | 0:1 (0:0) |
| Datum             | 4. Juni 1994 |
| Stadion           | Wassil-Lewski-Stadion, Sofia |
| Zuschauer         | 18.000 |
| Schiedsrichter    | Ljuben Angelow |
| Tore              | 0:1 Ilian Iliew (87.) |
| Pirin Blagoewgrad | Miroslaw Mitew – Kostadin Trendafilow, Stefan Goschew, Dobrimir Mitow, Milen Radukanow (15. Martin Goranow) – Christo Wojnow, Wenko Popow, Kostadin Gergantschew, Stojtscho Stoilow – Boschidar Jankow, Petar Michtarski Cheftrainer: Jordan Kostow |
| Lewski-1914 Sofia | Oleg Morgun – Emil Kremenliew, Goscho Gintschew, Zanko Zwetanow, Georgi Slawtschew – Slatko Jankow, Daniel Borimirow, Nikolaj Todorow (56. Aleksandar Markow), Ilian Iliew – Nasko Sirakow , Petar Aleksandrow Cheftrainer: Georgi Wassilew         |